# Paraspeckle

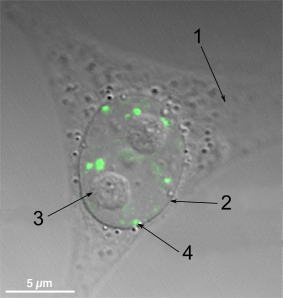
Uma sobreposição de uma micrografia de fluorescência (verde) sobre uma imagem DIC de uma célula HeLa expressando uma fusão de Proteína fluorescente Amarela de Proteína Paraspeckle 1 (PSP1): 1. citoplasma; 2. núcleo; 3. nucléolo; 4. paraspeckles.

Os paraspeckles são compartimentos subcelulares de forma irregular que ocorrem no espaço intercromatínico, com um tamanho de cerca de 0,2 a 1 μm. Sabe-se que também existem em todas as células primárias humanas, linhagens celulares transformadas e em secções de tecidos. O seu nome deriva da sua distribuição no núcleo: para como abreviatura de paralelo e speckles como referência aos speckles de clivagem com os quais estão em grande proximidade.